# Mongrel and Master
Mongrel and Master è un cortometraggio muto del 1914. Il nome del regista non viene riportato.

## Trama
Un ex ladro diventa onesto, mentre in suo compare continua a vivere al di fuori della legge

## Produzione
Il film fu prodotto dalla Essanay Film Manufacturing Company.

## Distribuzione
Distribuito dalla General Film Company, il film - un cortometraggio di tre bobine - uscì nelle sale cinematografiche USA il 10 febbraio 1914.